# Ludwig Deubner
Ludwig Deubner (Riga, 3 febbraio 1877 – Berlino, 25 marzo 1946) è stato un filologo classico e storico tedesco.
Deubner fu docente a Bonn, Königsberg e Friburgo in Brisgovia, come anche dal 1927 all'Università di Berlino. Dal 1938 fu membro dell'Accademia delle Scienze Prussiana.
Collaborò con Pierre Daniël Chantepie de la Saussaye nella stesura del Lehrbuch der Religionsgeschichte ("Manuale di storia delle religioni") fornendo i contributi relativi alla religione romana.